# 자천중학교
자천중학교(慈川中學校)는 경상북도 영천시 화북면에 있었던 공립 중학교이다.

## 학교 연혁
- 1974.01.05 자천중학교 설립 인가(9학급)
- 1974.03.01 초대 윤우섭 교장 취임
- 1974.03.05 입학식 거행(신입생 223명 입학, 남:138명, 여:85명)
- 1974.04.29 개교식 거행
- 1981.01.01 교가 제정
- 1999.01.22 교내 전산망 기기 구입 및 설치
- 2001.03.20 학내망 설치
- 2005.08.30 3층 도서관 증축
- 2008.09.01 20대 박효현 교장 취임
- 2010.03.01 영어 전용교실 구축
- 2010.08.24 기술·가정실 구축
- 2011.01.31 다목적실 개축
- 2011.02.11 제35회 졸업식(10명, 총 졸업생 2,990명)
- 2011.03.02 제38회 입학식(입학생 남3명, 여 5명 계 8명)
- 2012.02.10 제36회 졸업식(9명, 총 졸업생 2,999명)
- 2012.03.02 제39회 입학식(남 5명, 여 5명 총10명)
- 2012.09.01 이우경 교장 취임
- 2013.02.15 제37회 졸업식(15명, 총 졸업생 3014명)
- 2013.03.04 제40회 입학식(남 6명, 여 2명 총 8명)
- 2014.02.13 제38회 졸업식(6명, 총 졸업생 3020명)
- 2014.03.01 22대 김창한 교장 취임
- 2014.03.03 제41회 입학식(남 1명, 여 1명 총 2명)
- 2015.02.12 제39회 졸업식(10명, 총 졸업생 3030명)
- 2015.03.02 제41회 입학식(남 2명, 여 3명 총 5명)
- 2016.02.29 폐교 및 기숙형 중학교 별빛중학교로 통합[1], 42년만에 폐업

## 참고 자료
- 자천중학교 - 한국교육학술정보원 학교알리미